# Кужелюк Сергій Анатолійович
Сергі́й Анато́лійович Кужелю́к — майор Збройних сил України, командир батальйону 46-ї окремої аеромобільної бригади.

## З життєпису
Екіпаж вертольота Мі-8 — пілот Василь Мулік, другий пілот Андрій Абракітов і бортовий технік Сергій Кужелюк — виконував повітряне патрулювання, доставляв вантажі й особовий склад, евакуйовував поранених із зони проведення АТО. 5–6 годин нальоту за день тоді були нормою. 31 серпня 2014 екіпаж Муліка доставив поранених з «Іловайського котла», серед яких були шість важких, у польовий госпіталь в Розівку. Увечері знову вилетіли забирати поранених, і в районі Волновахи потрапили під обстріл терористів з ПЗРК. Завдяки тому, що борттехнік вчасно помітив пуск ракети, пілоту майорові Муліку вдалося вийти з-під удару, зробивши крен на 90 градусів і врятувавши життя екіпажа та гелікоптер.
У 2018 році звільнився зі служби, працював у цивільній авіації. Повернувся у військо після початку російського вторгнення у лютому 2022 року.
Служив у 95-й десантно-штурмовій бригаді, зокрема на посаді командира резервного взводу. Із квітня 2022 брав участь у формуванні 46-ї аеромобільної бригади, спочатку на посаді начальника штабу батальйону, із середини 2023 року — командира 1-го аеромобільного батальйону. У 2022 році воював на Херсонському напрямку, 2023 — на Донеччині (Мар'їнка, Бахмут, Кліщіївка), 2024 — у боях за Курахове.

## Нагороди
За особисту мужність і героїзм, виявлені у захисті державного суверенітету та територіальної цілісності України, вірність військовій присязі під час російсько-української війни, відзначений — нагороджений
- 27 червня 2015 року — орденом Богдана Хмельницького III ступеня.
- У 2017 році удостоєний ордена «Народний Герой України»[1]